# デジタル・ヒューマニティーズ
デジタル・ヒューマニティーズ（英: digital humanities、デジタル人文学、人文情報学）は、コンピューティングと人文科学（英: humanities）諸分野との接点に関する研究、調査、教育、および考案を行う学問分野である。ヒューマニティーズ・コンピューティング（英: humanities computing）ともいう。デジタル・ヒューマニティーズは、本質的に方法論的であり、対象範囲は諸分野に及ぶ。その内容としては、電子形式の情報の調査、分析、総合、およびプレゼンテーションが含まれる。そして、こうしたメディアがその利用される分野に与える影響と、我々のコンピューティングの知識にもたらす貢献について研究を行う。通常、大学のデジタル・ヒューマニティーズの学部・学科は、技術の実践者と、デジタルメディアの経験および専門知識を備えた従来型の研究者を擁している。こうした学部・学科は、他の学部・学科の研究者との共同による研究プロジェクトに深く関わっている場合が多い。
デジタル・ヒューマニティーズの学際的な立場は、文学研究における比較文学の立場に似ている。デジタル・ヒューマニティーズには、従来の芸術および人文科学のすべての分野（多様な文化の歴史、哲学、言語学、文学、芸術、考古学、音楽など）の研究と教育の専門家、および電子出版とコンピューター分析、プロジェクトデザインとビジュアライゼーション、データの記録保存と検索などの専門家が関わっている。

## 目的
デジタル・ヒューマニティーズの研究者の多くが目指しているのは、歴史、哲学、文学、宗教学もしくは社会学の研究と教育におけるテキスト分析技術、GIS、コモンズに基づく協働（英: commons-based peer collaboration）、双方向型ゲーム、マルチメディアの利用など、自身の学術活動に新しい技術を取り入れることである。認識論的に言えば、次の2つの問いを発することにより定義することができる。すなわち、我々は何となく知っていることをどのようにして知ることができるのか、そして（リサ・サミュエルズ（英: Lisa Samuels）の言を引用すれば）、我々は自身が知らないことをどのように想像することができるのか。また方法論的に言えば、知識の方法、すなわちその取得、分散、および収集は、一般教養を構成する諸分野に共通したものである、という考えにより定義することができる。ジョン・アンスワース（John Unsworth）はこうした共通の活動を、発見（英: discovering）、解釈（英: annotating）、比較（英: comparing）、参照（英: referring）、サンプリング（英: sampling）、説明（英: illustrating）、および表現（英: representing）と定義している。ウィラード・マッカーシー（英: Willard McCarty）は、このような活動のすべてを、原則としてコンピューターを使ったモデリングにより表すことができ、こうしたモデリングは（クリフォード・ギアツ（英: Clifford Geertz）の区別を借りれば）、既存対象のモデルと、想像される既存対象についてのモデルの間を行き来する、と主張している。
諸分野の研究者の多くが、コンピューター利用の最大の効果は人文科学研究のスピードを速めることではなく、文化遺産の研究に長い間横たわる諸問題に取り組むための新しい手法と枠組みをもたらすことである[2]というロベルト・ブサ（Roberto Busa）神父の主張に賛同している。

## ドキュメント
デジタル・ヒューマニティーズの目的の一つは、文字と紙媒体のみに頼らず学術資料を理解することである。これにはマルチメディア、メタデータ、および動的環境の統合が含まれる。こうした動的な学術資料は、一方向的な説明とは似ても似つかないものである。例としては、バージニア大学におけるThe Valley of the Shadowプロジェクト、南カリフォルニア大学におけるVectors Journal of Culture and Technology in a Dynamic Vernacularなどがある。
現状では、人文科学の分野におけるコンピューター利用に対する公式な学問的認識にいくぶん問題がある。社会的に見れば、組織の変化するスピードが遅いことに関係がある。知的な面から見れば、非言語的な知識をもたらす対象の特異な性質についての理解が不足していること、あるいは、デイビス・ベアード（英: Davis Baird）が「物のかたちをした知識（英: thing knowledge）」と呼んだものに関連がある。また学芸員的な見方からすれば、こうした非言語的な知識をもたらす対象を長期にわたり保存していく方法に大きな課題がある。さらに文化的な面から見れば、単なるエンターテインメントとして片づけられることが多いマルチメディア、ドキュメンタリー映像、双方向型ゲーム、その他の視覚メディアなどの大衆文化作品には、ふつう低い地位しか与えられないという現実がある。だが、デジタル・ヒューマニティーズの重要な研究の規模が大きくなるとともに、こうしたデジタルな知識対象を理解し、保存することの重要性を正当に評価することが求められており、こうした理解と保存について真剣に考えることが緊急に必要となっている。

## 標準
デジタルな研究がもつ相互作用的、学問的な性格のゆえに、研究者たちは、特に「オープンな標準（英: open standards）」と、学会の学問的ニーズに対する包括的で息の長い解決策に関心を抱いている。デジタル・ヒューマニティーズが求めるものは、たとえば、特許で守られたツールに依存する、あるいは、単発のプロジェクトにおける特定の仕事のために専用のプログラムを書くことではなく、テーマに関する既存の専門家集団であり、無料で利用しカスタマイズできるツールであり、再利用が可能な解決策を見出し、これをオープンソースのコミュニティーで共有できるようにすることである。

## 研究機関・図書館
- Yale DH Lab:イェール大学図書館のユニット。
- 東京大学大学院人文社会系研究科附属次世代人文学開発センター人文情報学部門

## 定期刊行物
- Literary and Linguistic Computing
- Text Technology
- Digital Studies
- Digital Medievalist
- Digital Humanities Quarterly

## 関連文献
- Anne Burdick, Johanna Drucker, Peter Lunenfeld, Todd Presner, Jeffrey Schnapp (2012). A Short Guide to the Digital Humanities. MIT Press - 日本語訳『デジタル・ヒューマニティーズ入門』(翻訳参加:中川友喜,長野壮一,柏達己,原木万紀子,鈴木親彦,王一凡)(東京大学大学院人文社会系研究科2012年度「人文情報学概論」（下田正弘・A. Charles Muller・永崎研宣担当）の一環として行われたもの[4])